# Эантид
Эантид (др.-греч. Αἰαντίδης) — сын тирана Лампсака Гиппокла, возможно, сам правитель города.
По свидетельству Фукидида, Гиппокл и Эантид пользовались большим уважением у персидского царя Дария I. Афинский тиран Гиппий после покушения на свою жизнь в 514 году до н. э. стал искать за пределами Аттики возможное верное убежище для себя в случае переворота. Он выдал свою дочь Архедику замуж за Эантида. По версии П. Юра, которую разделила и О. Ю. Владимирская, Гиппий пытался обеспечить для Афин контроль за обеими сторонами Геллеспонта. Х. Т. Уейд-Джери посчитал этот шаг проявлением разрыва отношений с Мильтиадом Младшим.
Как отметил Г. Берве, Эантид мог наследовать отцу через несколько лет. Во всяком случае, по замечанию немецкого антиковеда, именно Эантид около 501 года до н. э. принял своего тестя после его низложения. Во время Ионийского восстания тирания в Лампсаке была свергнута. Однако вскоре, примерно в 497—496 годах до н. э., город был захвачен персидским военачальником Даврисом. Исторические источники не сообщают об этом, но тирания в Лампсаке могла быть восстановлена и просуществовать вплоть до 478 года до н. э. Э. В. Рунг, опиравшийся на содержание приписываемой Симониду Кеосскому эпитафии Архедики, также указывал, что сыновья Эантида могли оставаться правителями города.